# Adèle Duchâtel
Adèle Duchâtel, née Papin le 4 juillet 1782 à Aire-sur-l'Adour et morte à Paris le 20 mai 1860, est une des maîtresses de l'empereur Napoléon Ier.

## Présentation
La famille Papin serait originaire d'Anjou. Une branche, installée au XVIIe siècle en Martinique, « cousinerait » avec la famille Tascher de la Pagerie ce qui pourrait expliquer que l'Impératrice Joséphine ait fait d'Adèle Papin, future madame Duchâtel, une familière de la Malmaison puis une dame du Palais. Selon ses contemporains, elle est une très jolie femme aux yeux bleu foncé,,,. L'historien Frédéric Masson la décrit comme « ayant de naissance l'instinct délicat de la vie et des manières du monde, cet art qui se devine et qui ne s'enseigne pas ». Selon le témoignage de l'Impératrice Joséphine, l'Empereur « n'aurait vraiment aimé que trois femmes, elle-même, la comtesse Waleska et la comtesse Duchâtel ».

### Famille
Marie Antoinette Adèle Papin naît à Aire-sur-l'Adour (aujourd'hui département des Landes) le 4 juillet 1782. Son père Jean-Baptiste Papin (1759-1809) exerce les charges d'avocat au Parlement et de receveur des finances. Sa mère Marie-Françoise Francine (1762-1827) est la fille d'un négociant de Saint-Sébastien. Joseph Dominique Papin (1784-1841) est son frère cadet.
Adèle épouse le 26 août 1802 Charles Jacques Nicolas Duchâtel (1751-1844), issu d'une famille de petite mais ancienne noblesse normande. Elle vient d'avoir vingt ans, son mari en a cinquante-et-un. Il s'agit d'un haut fonctionnaire, qui a traversé la tourmente de la Révolution française aux postes successifs de directeur et receveur général des Domaines du Roi dans la généralité de Bordeaux sous Louis XVI, directeur de l'Enregistrement et des Domaines du département de la Gironde de 1791 à 1793, administrateur du département puis en 1795 député de la Gironde au Conseil des Cinq-Cents. Sous le Consulat, il est entré dans la régie de l'Enregistrement et des Domaines. En 1799 Bonaparte le nomme conseiller d’État et lui confie des missions administratives liées aux affaires militaires. En 1801, il est nommé directeur général de l'administration de l'Enregistrement et des Domaines, fonction qu'il occupera jusqu'en 1815.
Elle donne naissance à trois enfants :
- Charles Marie Tanneguy le 19 février 1803, futur comte Duchâtel et ministre de Louis-Philippe à trois reprises ;
- Napoléon Joseph Léon le 5 août 1804 qui sera vicomte, député, préfet et pair de France ;
- Jeanne Adèle Amélie Caroline Duchâtel, qui épouse le 24 avril 1838 Jules Marie Marjot, sous-préfet de Jonzac, puis préfet du Tarn et de la Somme. Aucune postérité n'est issue de cette union[1].

### Relation avec l'empereur
Sa liaison avec Napoléon Bonaparte, dont on ne sait exactement quand elle débute, est  rapportée par plusieurs témoignages, notamment les Mémoires de Madame de Rémusat, de la reine Hortense, et les Souvenirs de la duchesse d'Abrantes.
Selon les témoignages de ses contemporains, Adèle Duchâtel entre comme dame du palais au service de Joséphine de Beauharnais peu avant le couronnement de 1804. Son fils Eugène est séduit par la jeune femme, dont l'impératrice chante alors les louanges. Mais Napoléon lui-même — qui est son aîné de treize ans — est ébloui, tombant même amoureux. Une liaison s'instaure et à plusieurs reprises l’empereur retrouve de nuit sa maîtresse qui loge au palais, comme en témoignera son valet Constant.
Toujours d'après Constant cité par Patrice Gueniffey, « on vit alors Joséphine patrouiller dans les couloirs des Tuileries, cherchant à surprendre son mari qui, au plus noir de la nuit, rejoignait sa maîtresse et la quittait avant le jour marchant pieds nus, pantoufles à la main, pour ne faire aucun bruit » et donnant « des pourboires (...) aux valets pour acheter leur discrétion ».
Une autre version rapporte qu'Adèle et Napoléon ne se rencontrent qu'en novembre 1804 au salon de Hugues-Bernard Maret, duc de Bassano. Elle a le mérite de ne pas jeter de doute sur la paternité du fils cadet des Duchâtel.
C’est en tout cas à la fin de l’automne 1804 que l’impératrice Joséphine prend conscience de la relation qu’entretient son époux avec elle.
Les amants se rencontrent alors dans une maison de l'allée des Veuves que lui fait louer Napoléon (l’actuelle avenue Montaigne, près des Champs-Élysées) ou chez Murat à Villiers,. À la cour, des clans se forment : Duroc, Murat et sa femme Caroline Bonaparte soutiennent Adèle, tandis que le chambellan-comte de Rémusat et son épouse se rangent aux côtés de l’impératrice.
La liaison s'achève pendant l'été 1805, quand Napoléon part en campagne en Allemagne et l'Autriche. Adèle reste pourtant au service de Joséphine.
La rumeur publique prétend que c'est Adèle qui obtiendra pour son mari les titres de sénateur d'Alençon, de comte de l'Empire en 1808 et de grand officier de la Légion d'honneur en 1811. Celui-ci reçoit d'importantes donations de l'empereur entre 1809 et 1812 : en Hanovre, sur le canal du Midi, en Illyrie, dans le département du Nord. Quant à son père, Napoléon fait étape dans sa demeure de Mont-de-Marsan, dite hôtel Papin, la nuit du 13 au 14 avril 1808, le fait quelques jours après « comte de Saint-Christau » (du nom d'un quartier de Benquet dans les Landes, où il est propriétaire d'un domaine) et le fera inhumer au Panthéon en 1809.
Au lendemain de Waterloo, elle est une des rares personnes à aller voir l'empereur au château de Malmaison, avant qu'il n'embarque pour Sainte-Hélène.

### Fin de vie

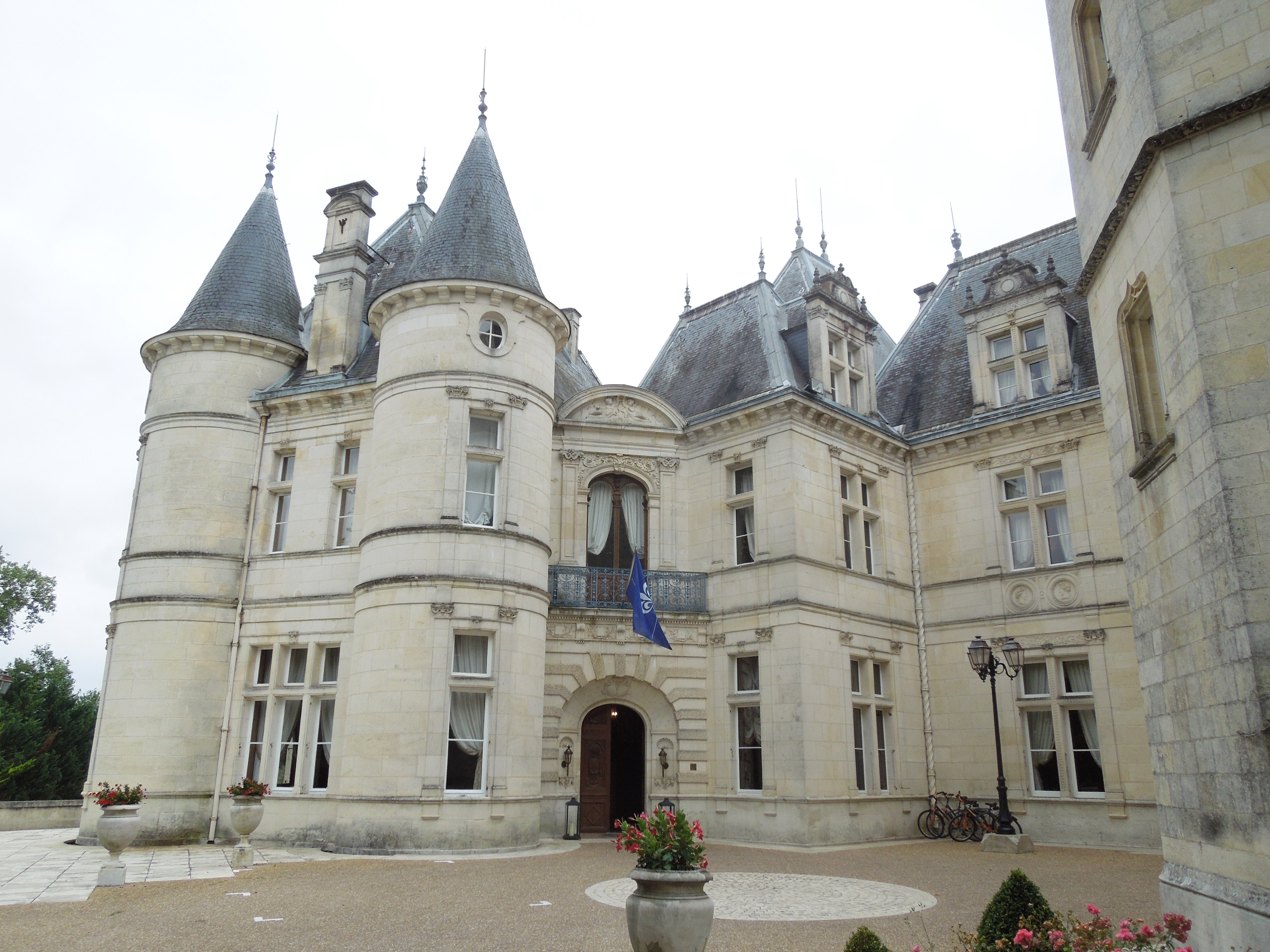
Château de Mirambeau, restauré par les Duchâtel dans les différents styles et courants architecturaux appréciés à l'époque.

Après la Restauration, elle s'installe avec son mari à Mirambeau en Saintonge, où Duchâtel achète le château de Mirambeau en 1818. Le couple se consacre à l'éducation de leurs enfants et à la rénovation du château.
Adèle Duchâtel, née Papin, meurt à Paris le 20 mai 1860, à 77 ans. Elle repose avec son mari — mort en 1844 — au cimetière de Mirambeau.